# لويس رودريغيز ماتا ماتا
لويس رودريغيز ماتا ماتا (بالإسبانية: Luis Rodríguez Mata)‏ هو لاعب كرة قدم مكسيكي، ولد في 14 أكتوبر 1994. لعب مع نادي أطلس.

## روابط خارجية
- لويس رودريغيز ماتا ماتا على موقع قاعدة بيانات كرة القدم.إي يو (الإنجليزية)
- لويس رودريغيز ماتا ماتا على موقع Soccerway.com (الإنجليزية)
- لويس رودريغيز ماتا ماتا على موقع AS.com (الإسبانية)